# Arena Hoban
Arena Hoban - przeznaczona do koszykówki hala sportowa znajdująca się w mieście Chuncheon, w Korei Południowej. W tej hali swoje mecze rozgrywa drużyna Chuncheon Woori. Hala została oddana do użytku w roku 1994, może pomieścić 3 484 widzów.